# گومل
گومل (به بلاروسی: Гомель) مرکز اداری گومل وبلاست و دومین شهر بزرگ بلاروس می‌باشد. جمعیت آن معادل ۴۸۲٬۶۵۲ نفر می‌باشد. گومل در جنوب شرقی کشور بلاروس در ساحل شرقی رودخانه سوژ واقع شده‌است. فاصله آن تا پایتخت (مینسک) ۳۰۲ کیلومتر می‌باشد.

## تاریخ

### وجه تسمیه
شش وجه تسمیه برای نام گومل ذکر شده که مهمترین آن عبارت است از گومیوک که نام جریانی منشعب از رودخانه سوژ می‌باشد.

## فرهنگ
- آمفی تئاتر منطقه‌ای بلاروس در گومل
- آمفی تئاتر پوپت
- آمفی تئاتر جوانان
- کتابخانه منطقه‌ای گومل
- کاخ موزه گومل
- گالری هنر
- سیرک گومل

## نگارخانه

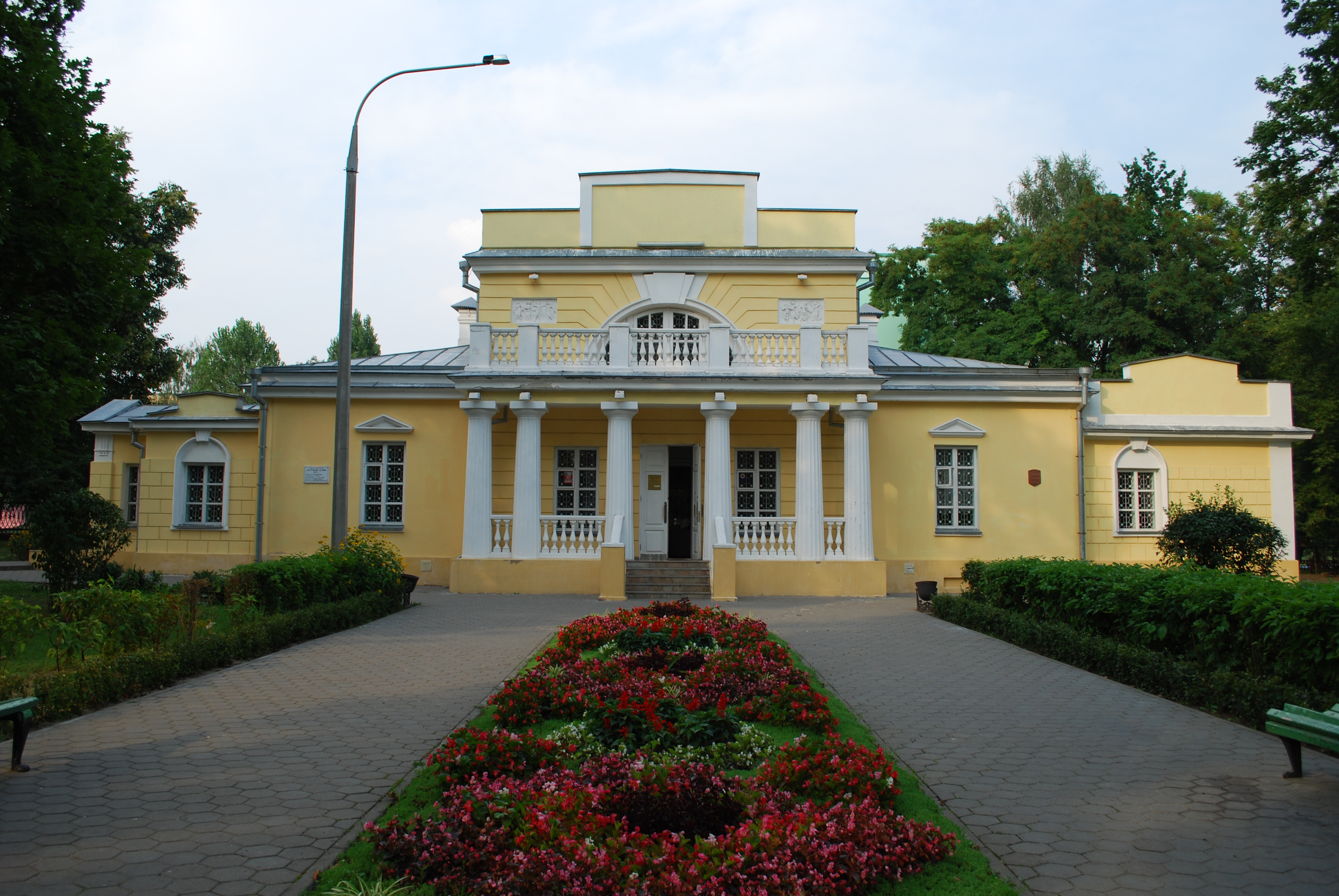
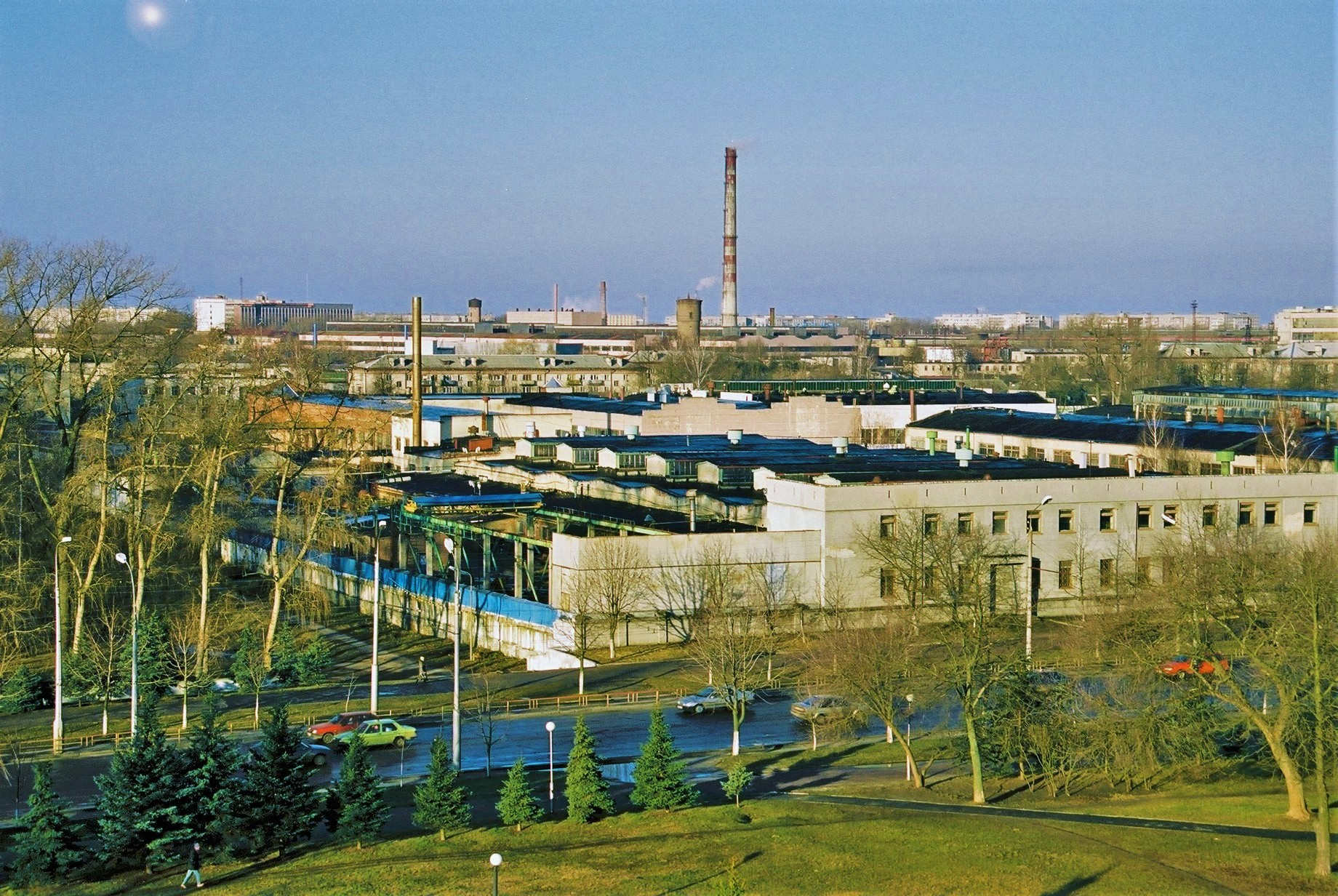
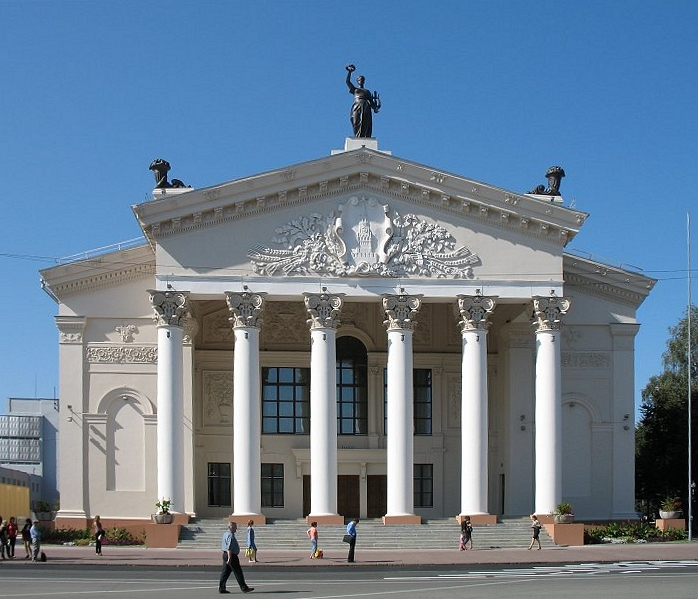

## شهرهای خواهرخوانده
شهر گومل نُه خواهرخوانده دارد.
| تاریخ |           | شهر خواهرخوانده     |
| ----- | --------- | ------------------- |
| ۲۰۱۷  | اوکراین   | چرنیف، اکراین       |
| ۲۰۰۴  | اسکاتلند  | ابردین، اسکاتلند    |
| ۲۰۰۰  | جمهوری چک | چسکی بودیوویچ، چک   |
| ۲۰۱۸  | ایران     | ساری، ایران         |
| ۲۰۱۹  | کانادا    | سودبری، کانادا      |
| ۲۰۱۱  | روسیه     | بریانسک، روسیه      |
| ۲۰۲۲  | ونزوئلا   | کلمنت فراند، فرانسه |
| ۲۰۲۲  | لتونی     | لیپایا، لاتویا      |
| ۲۰۲۳  | لهستان    | رادوم، لهستان       |